# جون برايسون (سياسي كندي)
جون برايسون هو سياسي كندي، ولد في 30 نوفمبر 1849 في بيزلي في المملكة المتحدة، وتوفي في 20 يناير 1896. نشط حزبياً في حزب كندا المحافظ. وقد انتخب عمدة وانتخب عضو مجلس العموم الكندي.